# 문경민 (2000년)
문경민(2000년 4월 2일 ~ ) 은 대한민국의 축구선수이다. 현재 K3리그 양평 FC의 소속이다. 포지션은 공격수이다.